# Laura Gemser

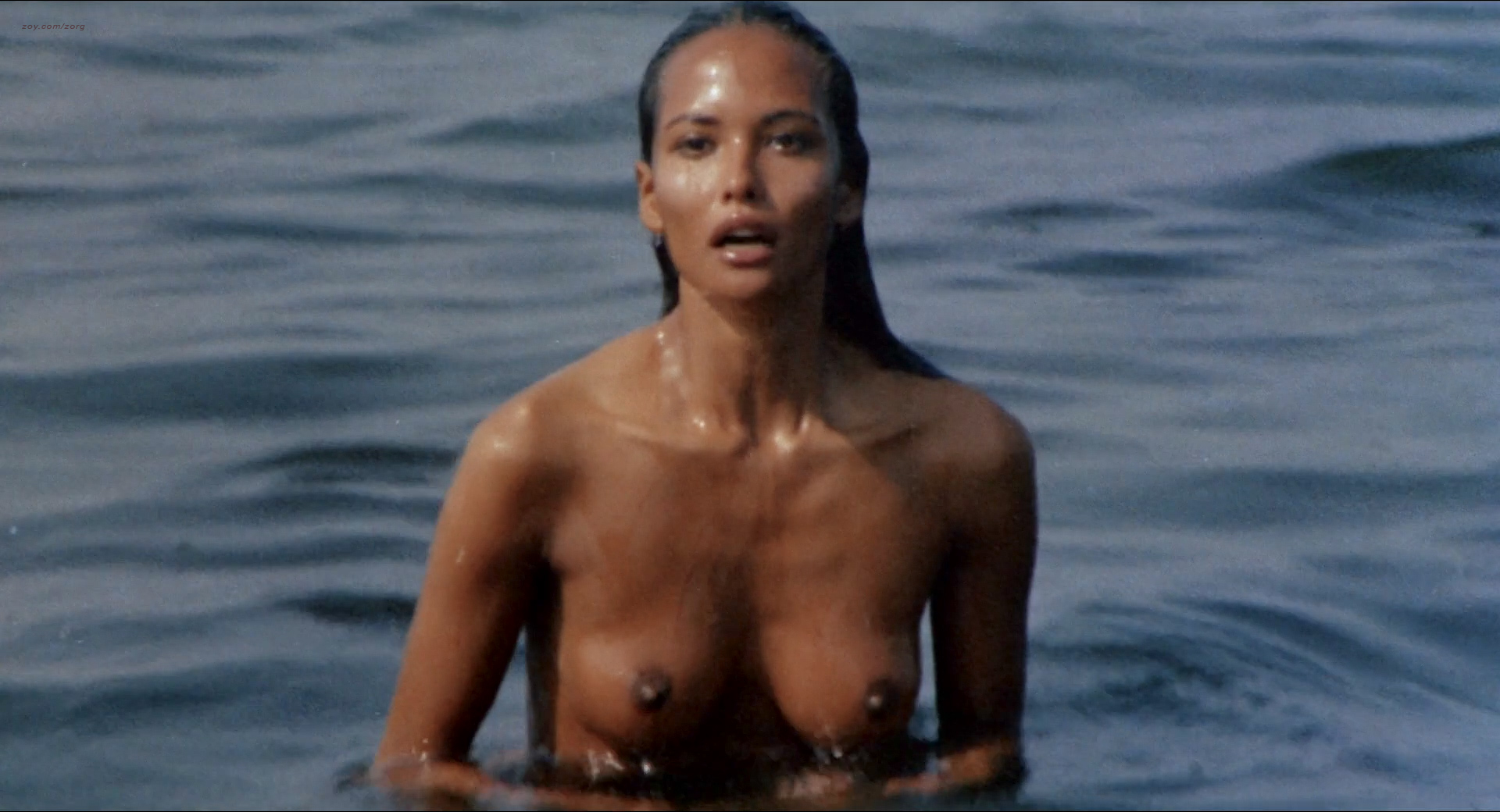
Emanuelle e gli ultimi cannibali (1977)

Laurette Marcia Gemser (Surabaya, Java, Indonèsia, 5 d'octubre de 1950), també coneguda artísticament com a Moira Chen o Laura M. Gemser, és una actriu eròtica, model i dissenyadora neerlandesa, considerada com un dels grans símbols sexuals dels anys 1970.
Dins de la seva extensa filmografia (més de cinquanta pel·lícules), destaca la sèrie Emanuelle nera, en la qual encarna el personatge de la sensual fotògrafa freelance estatunidenca Mae Jordan, que viatja per tot el món buscant els millors reportatges, la qual cosa permet als seus realitzadors la inserció d'una llarga sèrie de nus i pràctiques sexuals, tant amb homes com amb dones, entre les quals s'inclouen cunnilingus, fel·lacions i masturbacions, totes elles rodades enmig d'exòtics espais naturals.

Sobre el fet d'haver de romandre sense roba durant gran part dels rodatges, va declarar a la revista Nocturno:
| « | Les primeres vegades que em vaig haver de despullar davant de la càmera van ser una mica traumatitzants, però després m'hi vaig acostumar. Naturalment, al plató tothom em mirava amb els ulls desorbitats i la llengua fora, esbufegant com gossos, […] és una mica compromès, però si t'ho prens com una feina, tot va bé. Penses: he de fer-ho, em paguen. A més, honestament, crec que tampoc no he rodat pel·lícules especialment escabroses... | » |

## Biografia
Després de viure a Indonèsia fins a mitjan anys 1950, es traslladà amb els seus pares als Països Baixos, més concretament a la ciutat d'Utrecht, en la qual, després de passar per diversos centres de prestigi com la Regentesseschool o la Utrecht School of the Arts, l'actriu s'especialitzà en alta costura, alhora que aparegué nua en nombroses «revistes per a homes» com Chick (Països Baixos, 1973), Lui (França), Playmen (Itàlia), que li dedicà cinc portades (setembre de 1973, març de 1976, maig de 1976, novembre de 1976, abril de 1977) i Interviú, entre d'altres.
El 1974, es traslladà a Itàlia, on interpretà el paper de Janine (una dona indígena que viu una sensual història d'amor amb un enginyer italià) a la pel·lícula eròtica Amore libero, realitzada a les illes Seychelles per Pier Ludovico Pavoni, i en la qual l'actriu llueix ja amb total desinhibició la seva nuesa, envoltada de bells paisatges, la qual cosa va a constituir un dels elements més característics de la seva particular filmografia.
L'any següent, aparegué breument a Emmanuelle 2: l'antivergine. En l'escena més famosa de la pel·lícula, Gemser fa un massatge eròtic a Sylvia Kristel, la qual feu que el director i guionista, Bitto Albertini, es fixés en ella, rodant gairebé a continuació Emanuelle negra (amb una sola ema, per a evitar problemes de drets d'autoria), primera d'una sèrie de nou produccions en les quals predominen les escenes de sexe, així com nus parcials i totals (al llarg dels 91 minuts que dura el film, mostra els pits tretze vegades), en els quals exhibeix amb absoluta naturalitat l'exòtica bellesa del seu cos. Cal tenir en compte que el personatge d'Emanuelle evoluciona al llarg de la sèrie, de la dona que, simplement, cerca el plaer sexual, a la periodista d'investigació que l'utilitza per sortir d'un atzucac i a la qual no li importa copular amb el seu enemic per aconseguir la seva història o, com succeeix gairebé al començament d'Emanuelle e gli ultimi cannibali (Joe D'Amato, 1977), acariciar-li el sexe a la pacient d'un hospital psiquiàtric novaiorquès involucrada en un assumpte de canibalisme per a obtenir informació sobre la seva tribu.
El 1976, es casà amb el veterà cineasta italià Gabriele Tinti, 18 anys major que ella, a qui conegué durant el rodatge d'Emanuelle nera a Kenya, mort per un càncer el 1991, fet que suposà el final de la seva carrera artística.

El 1978, rodà La mujer de la tierra caliente, obra del director i guionista José María Forqué:
| « | Laura Gemser, apareix aquí més vestida i menys innocentment eròtica que en altres pel·lícules recents, presentant, fins i tot, mostres d'actuació més enllà del mer exhibicionisme, que també n'hi ha, com és costum. | » |

Poc després, participà en el rodatge d'El periscopio (José Ramón Larraz, 1979), en la qual manté relacions lèsbiques amb la «musa del destape» espanyol Bárbara Rei.
En l'actualitat, resideix a Roma, allunyada per complet de la indústria cinematogràfica.

## Filmografia
- Amore libero - Free Love, Pier Ludovico Pavoni (1974)
- Emmanuelle l'antivergine, Francis Giacobetti (1974)
- Emanuelle nera, Albert Thomas (1975)
- La spiaggia del desiderio, Enzo D'Ambrosio (1976)
- Emanuelle nera - Orient Reportage, Joe D'Amato (1976)
- Eva nera, Joe D'Amato (1976)
- Velluto nero, Brunello Rondi (1976)
- Voto di castità, Joe D'Amato (1976)
- Emanuelle in America, Joe D'Amato (1976)
- La nave dei dannati, Stuart Rosenberg (1976)
- I due superpiedi quasi piatti, E.B.Clucher (1977)
- Notti porno del mondo, Bruno Mattei i Joe D'Amato (1977)
- Suor Emanuelle, Joseph Warren (1977)
- Emanuelle - Perché violenza alle donne? Joe D'Amato (1977)
- Emanuelle e gli ultimi cannibali, Joe D'Amato (1977)
- La via della prostituzione, Joe D'Amato (1978)
- Emanuelle e le porno notti nel mondo n.2, Bruno Mattei i Joe D'Amato (1978)
- Voglia di donna, Franco Bottari (1978)
- La mujer de la tierra caliente, Josè Maria Forqué (1978)
- Collections privées - episodi L'île aux sirènes, Just Jaeckin (1978)
- L'infermiera di campagna, Mario Bianchi (1978)
- El periscopio, Josè Ramòn Larraz (1979)
- Bushido, Tsugunobu Kotani (1979)
- Sexy Moon, Ilias Mylonakos (1980)
- Le notti erotiche dei morti viventi, Joe D'Amato (1980)
- Porno Esotic Love, Joe D'Amato (1980)
- Murder Obsession, Riccardo Freda (1980)
- Love camp, Christian Anders (1981)
- Love story del piacere, Rajendra Kumar i Rahul Rawail (1981)
- La belva dalla calda pelle, Bruno Fontana (1981)
- La dottoressa di campagna, Mario Bianchi (1981)
- Messo comunale praticamente spione, Mario Bianchi (1982)
- Ator l'invincibile, Joe D'Amato (1982)
- Violenza in un carcere femminile, Bruno Mattei (1982)
- Caligola - La storia mai raccontata, Joe D'Amato (1982)
- Safari senza ritorno, Alan Birkinshaw (1982)
- Blade Violent, Bruno Mattei (1983)
- Love Is Forever, Hall Bartlett (1983)
- Endgame - Bronx lotta finale, Joe D'Amato (1983)
- L'alcova, Joe D'Amato (1985)
- Il piacere, Joe D'Amato (1985)
- Voglia di guardare, Joe D'Amato (1986)
- Delizia, Joe D'Amato (1986)
- Skipper, Roberto Malenotti (1986)
- Eleven Days, Eleven Nights, Joe D'Amato (1987)
- Interzone, Deran Sarafian (1987)
- Top Model, Joe D'Amato (1988)
- Dirty Love, Joe D'Amato (1988)
- Riflessi di luce, Mario Bianchi (1988)
- Pomeriggio caldo, Joe D'Amato (1988)
- DNA formula letale, George Eastman (1989)
- Quest for the Mighty Sword, Joe D'Amato (1990)
- Blue Angel Cafe, Joe D'Amato (1990)
- Eleven Days, Eleven Nights 2, Joe D'Amato (1990)
- La signora di Wall Street, Joe D'Amato (1990)
- Sangue negli abissi, Raffaele Donato e Joe D'Amato (1990)
- Any time any play, Joe D'Amato (1990)
- Oggetto del desiderio, Roger Duchowni (1990)
- La stanza delle parole, Franco Molè (1990)
- Il fiore della passione, Joe D'Amato (1991)
- Sul filo del rasoio, Warren Clark (1992)
- Tenera storia,Joe D'Amato (1992)